# Mesocyclops
Mesocyclops ist eine Gattung in stehenden Tümpeln vorkommender tropischer Ruderfußkrebse, die sich unter anderem von Stechmückenlarven ernähren. Diese Nahrungsquelle macht sie zu einem geeigneten Mittel zur biologischen Stechmückenbekämpfung. Da Stechmücken in vielen Fällen als Überträger von Infektionskrankheiten fungieren, sind solche Ansätze in der Gesundheitsvorsorge, insbesondere in den Tropen, relevant. Versuchsweise wurde Mesocyclops daher z. B. in Vietnam mithilfe der Bevölkerung in Tümpeln ausgesetzt, worauf nach einer in The Lancet publizierten Studie die Zahl der Denguefieberfälle in den betreffenden Gebieten zurückging und der Krankheitsüberträger Aedes aegypti in den Dörfern, in denen die Bekämpfung mit Mesocyclops durchgeführt wurde, ausgerottet werden konnte. Mesocyclops termocyclopoides greift Stechmückenlarven nur in den frühen Entwicklungsstadien an, daher ist zu deren Bekämpfung eine Besiedelung der Brutstätten mit den Ruderfußkrebsen vor der Eiablage der Stechmücken am effektivsten.
Es existieren zahlreiche weitere Arbeiten zu diesem Thema, s. zum Beispiel .